# Anschuss
Anschuss ist ein Begriff der Jägersprache im doppelten Sinn:
1. Standort des Wildes beim Schuss
2. Einschuss im Wildkörper 

## Standort
Neben den Pirschzeichen des gesunden Wildes lässt Wild auch Zeichen am Standort des Schusses zurück, die für den Jäger wichtig sind, sofern das Wild nicht im Schuss verendet (stirbt). Schalenabdrücke (Eingriffe), Haare (Schnitthaar), Blut (Schweiß) u. ä. zeigen, wo, wann und in welche Richtung eine Nachsuche mit dem Schweißhund erfolgen muss.

## Einschuss
Schusszeichen sind Zeichen, die der Jäger im Schuss beobachtet, wenn das Projektil in den Wildkörper eintritt. Auch diese Zeichen erlauben wichtige Einschätzungen für eine erforderliche Nachsuche.